# Долговская
Долговская — деревня в Вагайском районе Тюменской области, входит в состав Бегишевского сельского поселения.

## География
Деревня находится на берегу озера Будановское. 

## Население
| 2010 |
| ---- |
| 0    |

- 2 чел.(2006)